# Lletra dominical
La lletra dominical és la lletra que correspon a diumenge (per un any determinat) en un sistema de representació dels dies de la setmana que consisteix a atribuir una lletra a cada dia de la setmana en comptes del seu nom habitual dilluns, dimarts... S'atribueixen les lletres per un any determinat de manera que es fa correspondre cada una de les set primeres lletres (A, B, C, D, E, F i G) a cadascun dels dies de l'any. Començant per la A el dia 1 de gener i repetint el cicle cada 7 dies.

## Atribució de les lletres
- Si l'any és comú, l'operació s'efectua d'una vegada i s'acaba en A el 31 de desembre. En efecte, el 31 de desembre es troba situar 364 dies més tard que el dia 1 de gener. O 364 és divisible per 7 ({\displaystyle 364=52\times 7}). El primer i últim dia de l'any tenen per tant la mateixa lletra.

Un dia de la setmana tindrà la mateixa lletra al llarg de tot un any. La lletra dominical serà la lletra per als diumenges d'aquell any.
- Si l'any és de traspàs, l'operació s'efectua en dos temps. Es procedeix normalment fins al 29 de febrer, al qual correspon sempre D. De la mateixa manera s'atribueix la lletra D a l'1 de març i es reprèn el cicle (E, F, etc.). Tant si l'any és o no de traspàs, a una data donada se li atribuirà d'aquesta manera la mateixa lletra per aquests sistema.

Per un any de traspàs, dues lletres dominicals es troben als diumenges. Una per als dos primers mesos, la segona per als deu restants. El dia de traspàs situa la segona lletra dominical davant la primera de la sèrie (AG, BA, CB, DC, ED, FE o GF).

## Exemples
Al calendari gregorià: 
- 1974 té per la lletra dominical F (l'any comença en dimarts);
- 1976 té per la lletra dominical DC (l'any de traspàs comença en dijous);
- 1984 té per la lletra dominical AG (l'any de traspàs comença en diumenge).

## Càlcul de la lletra dominical
Exemple per l'any 2006 al calendari gregorià
Posant:
- M=2006, l'any
- C=Part sencera de M/100 (a l'exemple: 2006/100 s'arrodoneix a C=20),
- C_4 el quart de C arrodonit a la part sencera (C/4 = 5 que ja és un nombre rodó),
- U=la resta de la divisió precedent (20*100 serà igual a 2000 en lloc de 2006; queda per tant U=6 per dividir),
- U_4 el quart d'U, arrodonit a la seva part sencera (aquí U_4 = 6/4 = 1,5 arrodonit a 1).

El càlcul es fa així:
- Feu la suma: 2C - C_4 - U - U_4 (o sigui 40 - 5 - 6 - 1 = 28 per a l'exemple);
- Prendre la resta de la divisió per 7 (28/7=4. La divisió és exacte. La resta és zero);
- afegiu 1 (0+1 = 1);
- s'hi pot trobar la lletra corresponent (1=A, 2=B, etc.)

La lletra dominical de 2006 és A. Aquest any va començar efectivament en diumenge.
Pels anys de traspàs, aquesta fórmula dona directament al segona lletra, vàlida per als mesos de març, abril i següents.

## Utilitat
Aquest sistema de notació s'utilitza per a certs càlculs eclesiàstics, com per exemple el càlcul de la data de la pasqua.